# 猿丸ジュンジ
猿丸 ジュンジ（さるまる ジュンジ、1986年8月23日 - ）は、日本の男性総合格闘家。神奈川県横浜市出身。修斗GYM東京所属。元修斗世界ストロー級王者。

## 来歴
高校時代は野球部に所属。
2006年9月24日、第13回全日本アマチュア修斗選手権・フライ級に出場。1回戦・準決勝を勝ち抜くも、決勝で阿部博之にTKO負けを喫し準優勝となった。
2007年7月15日、猿丸ジュンジのリングネームでプロ修斗デビュー。豊島孝尚と対戦し、グラウンドパンチによるTKO勝ちを収めた。
2008年、修斗の2008年度新人王決定トーナメント・フライ級に出場。1月26日、2回戦で鳥居和行にTKO勝ち。9月28日、準決勝で安芸佳孝にTKO勝ち。12月13日の決勝では山上幹臣にフロントスリーパーホールドで一本負けを喫し新人王獲得はならなかった。
2009年12月13日、修斗でヒートたけしと対戦し、3-0の判定勝ち。2009年12月20日付けでクラスAに昇格した。
2011年1月、修斗世界フライ級王者ランバー・ソムデートM16とのタイトルマッチが3月14日に行なわれることが発表されたものの、ランバーの負傷により4月29日に延期された。しかし、ランバーが4月29日までに負傷の完治ができないと判断されたため修斗世界フライ級王座を返上したことにりより、生駒純司との王座決定戦に変更となった。
2011年4月29日、修斗世界フライ級（52kg）王座決定戦で生駒純司と対戦し、0-3の判定負けを喫し王座獲得に失敗した。
2012年9月30日、修斗世界フライ級タイトルマッチで2008年度新人王決定トーナメント決勝戦以来の再戦となる王者の山上幹臣と対戦し、スリーパーホールドで一本負けを喫し王座獲得に失敗した。
2014年1月13日、修斗世界フライ級王座決定戦で室伏シンヤと対戦し、スリーパーホールドで一本負けを喫し王座獲得に失敗した。
2015年11月29日、修斗世界フライ級タイトルマッチで王者の内藤のび太に挑戦し、0-3の判定負けを喫し王座獲得に失敗した。
2016年2月7日、WSOF GC 2でジャレッド・ブルックスと対戦し、TKO負けを喫した。
2021年11月6日、修斗世界ストロー級暫定王者決定戦で黒澤亮平と再戦し、1Rに一本勝ちを収め暫定王座獲得に成功した。
2022年7月17日付で修斗世界ストロー級王者の箕輪ひろばが王座を返上し、同時に暫定王座を保持していた猿丸ジュンジが第9代修斗世界ストロー級王座に認定された。
2022年9月19日、修斗世界ストロー級チャンピオンシップで挑戦者の新井丈と対戦し、1RにKO負けを喫し王座から陥落した。

## 戦績

### プロ総合格闘技
| 総合格闘技 戦績 | 総合格闘技 戦績 | 総合格闘技 戦績 | 総合格闘技 戦績 | 総合格闘技 戦績 | 総合格闘技 戦績 | 総合格闘技 戦績 |
| --------------- | --------------- | --------------- | --------------- | --------------- | --------------- | --------------- |
| 30 試合         | (T)KO           | 一本            | 判定            | その他          | 引き分け        | 無効試合        |
| 19 勝           | 10              | 2               | 7               | 0               | 2               | 0               |
| 9 敗            | 3               | 3               | 3               | 0               | 2               | 0               |

| 勝敗 | 対戦相手               | 試合結果                           | 大会名                                                                                         | 開催年月日     |
| ×    | 新井丈                 | 1R 1:50 KO (右フック)              | PROFESSIONAL SHOOTO 2022 Vol.6 【修斗世界ストロー級チャンピオンシップ】                        | 2022年9月19日  |
| ○    | 黒澤亮平               | 1R 3:23 スリーパーホールド         | 修斗 PROFESSIONAL SHOOTO 2021 Vol.7 【修斗世界ストロー級暫定王者決定戦】                       | 2021年11月6日  |
| ○    | 飯野タテオ             | 1R 4:54 TKO (スタンドパンチ連打)   | 修斗                                                                                           | 2020年9月19日  |
| ○    | ジェロム・ワナワン     | 5分3R終了 判定3-0                  | 修斗                                                                                           | 2020年1月26日  |
| △    | 中川マイケル           | 5分3R終了 判定2-1                  | 修斗                                                                                           | 2019年9月22日  |
| ○    | 本田良介               | 5分2R 0:17 テクニカル判定3-0       | 修斗                                                                                           | 2018年10月17日 |
| ○    | 永井美自戒             | 5分2R終了 判定3-0                  | 修斗                                                                                           | 2018年5月13日  |
| ×    | 村田一着               | 1R 0:53 KO（右フック）             | 修斗 後楽園ホール大会 【修斗世界ストロー級次期挑戦者決定戦】                                   | 2018年1月28日  |
| △    | 猿田洋祐               | 5分3R終了 判定0-1                  | 修斗 【修斗世界ストロー級次期挑戦者決定戦】                                                    | 2017年1月29日  |
| ○    | 小堀貴広               | 1R 2:07 KO（パウンド）             | 修斗                                                                                           | 2016年11月12日 |
| ×    | ジャレッド・ブルックス | 2R 3:29 TKO（パウンド）            | WSOF GC 2: Japan 1                                                                             | 2016年2月7日   |
| ×    | 内藤のび太             | 5分5R終了 判定0-3                  | 修斗 【修斗世界フライ級タイトルマッチ】                                                        | 2015年11月29日 |
| ○    | 黒澤亮平               | 1R 2:00 KO（右ストレート）         | 修斗 MOBSTYLES 15th Anniversary TOUR FIGHT & MOSH                                              | 2015年5月3日   |
| ○    | 澤田健壱               | 2R 2:04 KO（パウンド）             | 修斗 SHOOTO GIG TOKYO Vol.18                                                                   | 2015年2月11日  |
| ○    | 宍野ジョー             | 1R 1:52 KO（パウンド）             | 修斗                                                                                           | 2014年9月27日  |
| ×    | 室伏シンヤ             | 1R 3:33 スリーパーホールド         | 修斗 【修斗世界フライ級王座決定戦】                                                            | 2014年1月13日  |
| ○    | オニボウズ             | 5分3R終了 判定3-0                  | 修斗 SHOOTO GIG TOKYO Vol.15                                                                   | 2013年8月25日  |
| ×    | 山上幹臣               | 2R 1:36 スリーパーホールド         | 修斗 【修斗世界フライ級タイトルマッチ】                                                        | 2012年9月30日  |
| ○    | 正城ユウキ             | 5分3R終了 判定2-0                  | 修斗                                                                                           | 2012年3月10日  |
| ×    | 生駒純司               | 5分3R終了 判定0-3                  | 修斗伝承 2011 〜東北地方太平洋沖地震支援チャリティー〜 【修斗世界フライ級王座決定戦】          | 2011年4月29日  |
| ○    | ATCHアナーキー         | 1R 3:58 KO（右フック）             | 修斗 THE ROOKIE TOURNAMENT 10 FINAL                                                            | 2010年12月18日 |
| ○    | ジェシー・タイタノ     | 3R 4:50 TKO（スタンドパンチ連打）  | 修斗 The Way of SHOOTO 05 〜Like a Tiger, Like a Dragon〜                                      | 2010年9月23日  |
| ○    | 吉岡広明               | 5分3R終了 判定3-0                  | 修斗 SHOOTING DISCO 11 〜トラ・トラ・トラ!〜                                                   | 2010年2月27日  |
| ○    | ヒートたけし           | 5分2R終了 判定3-0                  | 修斗 THE ROOKIE TOURNAMENT 09 FINAL                                                            | 2009年12月13日 |
| ○    | 澤田健壱               | 2R 0:47 スリーパーホールド         | 修斗 SHOOTO GIG TOKYO Vol.2                                                                    | 2009年4月19日  |
| ×    | 山上幹臣               | 2R 2:15 フロントスリーパーホールド | 修斗 THE ROOKIE TOURNAMENT 2008 FINAL 【2008年度新人王決定トーナメント フライ級 決勝】         | 2008年12月13日 |
| ○    | 安芸佳孝               | 1R 4:01 TKO（パウンド）            | 修斗 修斗伝承 03 -ROAD TO 20th ANNIVERSARY- 【2008年度新人王決定トーナメント フライ級 準決勝】 | 2008年9月28日  |
| ○    | 鳥居和行               | 1R 1:52 TKO（パウンド）            | 修斗 BACK TO OUR ROOTS 07 【2008年度新人王決定トーナメント フライ級 2回戦】                    | 2008年1月26日  |
| ×    | 田原しんぺー           | 5分2R終了 判定0-3                  | 修斗 SHOOTING DISCO 3 〜エブリバディー ファイト ナウ〜                                         | 2007年10月20日 |
| ○    | 豊島孝尚               | 1R 0:53 TKO（パウンド）            | 修斗 BACK TO OUR ROOTS 04                                                                      | 2007年7月15日  |

### アマチュア総合格闘技
| 勝敗 | 対戦相手 | 試合結果            | 大会名                                                  | 開催年月日    |
| ×    | 阿部博之 | 1R 1:10 TKO         | 第13回全日本アマチュア修斗選手権大会【フライ級 決勝】   | 2006年9月24日 |
| ○    | 室伏克哉 | 4分1R終了 判定21-20 | 第13回全日本アマチュア修斗選手権大会【フライ級 準決勝】 | 2006年9月24日 |
| ○    | 村井貴史 | 4分1R終了 判定21-19 | 第13回全日本アマチュア修斗選手権大会【フライ級 1回戦】  | 2006年9月24日 |
| ×    | 室伏克哉 | 1:30 ヒールホールド | 第6回東日本アマチュア修斗選手権大会【フライ級 準決勝】  | 2006年8月13日 |
| ○    | 杉島拓郎 | 3:23 TKO            | 第6回東日本アマチュア修斗選手権大会【フライ級 1回戦】   | 2006年8月13日 |

## 獲得タイトル
- 第9代修斗世界ストロー級王座（2022年）